# Clarence
Clarence er en amerikansk stumfilm fra 1922 af William C. deMille.

## Medvirkende
- Wallace Reid som Clarence Smith
- Agnes Ayres som Violet Pinney
- May McAvoy som Cora Wheeler
- Kathlyn Williams som Mrs. Wheeler
- Edward Martindel som Mr. Wheeler
- Robert Agnew som Bobby Wheeler
- Adolphe Menjou som Hubert Stem